# Tori Pillinger
Tori Pillinger (18 dicembre 1966 – 26 agosto 2017) è stata una sciatrice alpina statunitense.

## Biografia
Specialista delle prove veloci originaria di Park City, Tori Pillinger debuttò in campo internazionale in occasione dei Mondiali juniores di Sugarloaf 1984 e ottenne due piazzamenti a punti in Coppa del Mondo, il 13 e il 14 dicembre 1986 a Val d'Isère rispettivamente in discesa libera (6ª) e in supergigante (14ª). In Nor-Am Cup nella stagione 1986-1987 vinse la classifica di supergigante e si classificò 2ª in quella di discesa libera e 3ª in quella generale; nel dicembre di quello stesso 1987 subì un grave infortunio che la tenne a lungo lontano dalle gare: tornò brevemente alle competizioni ma nel 1989 fu costretta al ritiro. Non prese parte a rassegne olimpiche o iridate; morì nel 2017 a causa di un tumore alla mammella.

## Palmarès

### Coppa del Mondo
- Miglior piazzamento in classifica generale: 54ª nel 1987

### Coppa Europa
- Miglior piazzamento in classifica generale: 28ª nel 1986

### Nor-Am Cup
- Miglior piazzamento in classifica generale: 3ª nel 1987[2]
- Vincitrice della classifica di supergigante nel 1987[2]

### Campionati statunitensi
- 1 medaglia (dati parziali):
  - 1 bronzo (supergigante[2] nel 1987)